# Ран, Эяль
Эя́ль Ран (ивр. אייל רן‎, англ. Eyal Ran; род. 21 ноября 1972 в Кирьят-Оно) — израильский профессиональный теннисист и теннисный тренер. Капитан сборной Израиля в Кубке Дэвиса в 2009 году, дошёл с командой до полуфинала Мировой группы.

## Спортивная карьера
Первых успехов в ранге профессионала Эяль Ран добился в 1992 году, когда выиграл два внутренних турнира в Израиле и был приглашён в сборную страны на матч Кубка Дэвиса со сборной Венгрии. Осенью того же года Ран стал чемпионом Израиля в одиночном разряде.
В 1993 году одержал свою первую победу над игроком из первой сотни рейтинга, взяв верх над Йонасом Свенссоном в первом круге турнира в Лонг-Айленде. Во втором круге ему удалось взять сет у третьей ракетки мира Стефана Эдберга, но в итоге швед оказался сильнее. В 1994 году в Вайдене (Германия) он вышел в свой первый финал турнира класса ATP Challenger в паре с чилийцем Габриэлем Сильберстейном. До конца года он побывал с разными партнёрами ещё в двух финалах.
В 1995 году Ран выиграл в Схевенингене (Нидерланды) свой первый «челленджер» в парах (партнёр — румын Андрей Павел), а в Гоа дошёл до первого в карьере одиночного финала «челленджера». После этого он повторял этот результат три года подряд, в Ахмадабаде (Индия), Делрей-Бич (США) и Ольбии (Италия). В апреле 1997 года, после второго и последнего в карьере выступления в основной сетке турнира Большого шлема в Австралии поднялся на 138 место в рейтинге в одиночном разряде, высшее в своей одиночной карьере. В ноябре 1999 года выиграл турнир ITF Futures в Бангкоке.
В конце 1990-х годов Ран стал больше внимания уделять игре в парах. В 1997 году он с Олегом Огородовым (Узбекистан) выходит в финал турнира АТР в Ченнае (Индия), победив в полуфинале фаворитов турнира Рика Лича и Джонатана Старка, а потом повторяет этот успех в Ташкенте с марокканцем Хишамом Арази. За 1998 год он выиграл три «челленджера», а в 1999 году на Открытом чемпионате Франции впервые дошёл до второго круга в парном турнире Большого шлема. До конца года финал турнира АТР в Амстердаме, полуфинал в Сан-Марино и выход во второй круг Открытого чемпионата США позволили ему подняться до 71-го места в рейтинге игроков в парном разряде.
В мае 2000 года Ран с Гастоном Этлисом дошёл до полуфинала турнира ATP в Мюнхене, а в сентябре выиграл с Альберто Мартином единственный в карьере турнир АТР в Бухаресте. Однако ему не удалось развить свой успех, и после Уимблдонского турнира 2001 года в 28 лет он завершил активную карьеру.

## Участие в финалах турниров АТР за карьеру

### Парный разряд (4)

#### Победа (1)
| Дата        | Турнир                               | Покрытие | Партнёр         | Соперники в финале      | Счёт в финале |
| ----------- | ------------------------------------ | -------- | --------------- | ----------------------- | ------------- |
| 11 сен 2000 | Открытый чемпионат Румынии, Бухарест | Грунт    | Альберто Мартин | Девин Боуэн Мариано Худ | 7-64, 6-1     |

#### Поражения (3)
| Дата       | Турнир                                    | Покрытие | Партнёр       | Соперники в финале                 | Счёт в финале |
| ---------- | ----------------------------------------- | -------- | ------------- | ---------------------------------- | ------------- |
| 7 апр 1997 | Gold Flake Open, Ченнай, Индия            | Хард     | Олег Огородов | Махеш Бхупати Леандер Паес         | 6-7, 5-7      |
| 8 сен 1997 | Открытый чемпионат Ташкента, Узбекистан   | Хард     | Хишам Арази   | Винченцо Сантопадре Винсент Спейди | 4-6, 7-6, 0-6 |
| 2 авг 1999 | Открытый чемпионат Нидерландов, Амстердам | Грунт    | Девин Боуэн   | Шенг Схалкен Паул Хархёйс          | 3-6, 2-6      |

## Тренерская карьера
После нескольких лет в торговле недвижимостью в США, в разгар конфликта между израильскими теннисистами и национальной теннисной федерацией, Ран получил предложение от уходящего в отставку капитана сборной Израиля в Кубке Дэвиса Одеда Яакова занять этот пост. Его первым матчем в качестве капитана сборной стал матч 2005 года против сборной Зимбабве за право остаться в Первой евро-африканской группе. Израильтяне выиграли этот матч, а через два года вернулись в Мировую группу после победы 3-2 над сборной Чили. Высшим успехом сборной под руководством Рана стал выход в полуфинал Мировой группы в 2009 году после побед над сборными Швеции и России. Ран оставался капитаном сборной до сентября 2017 года после двух подряд поражений с сухим счётом.